# Jim McAlister
Jimmy McAlister (ur. 4 maja 1957 w Nowym Jorku) – amerykański piłkarz, grający na pozycji obrońcy, reprezentant kraju.

## Kariera piłkarska
Jim McAlister uczęszczął do John F. Kennedy High School in Seattle, którą ukończył w 1976 roku. Następnie został zawodnikiem klubu ligi NASL – Seattle Sounders. W sezonie 1977 zdobył wicemistrzostwo NASL (porażka w finale Soccer Bowl z New York Cosmos) oraz został ogłoszonym Odkryciem Roku NASL. Z klubu odszedł w 1979 roku po rozegraniu 79 meczów i strzelenie 2 goli w lidze NASL. Następnie grał w klubie ligi MISL, Buffalo Stallions (31 meczów, 9 goli). Potem wrócił do ligi NASL grać w klubach: Toronto Blizzard (1980 – 8 meczów), San Jose Earthquakes (1981-1983, 60 meczów). W latach 1982–1983 grał w halowej drużynie Golden Bay Earthquakes (3 mecze). W latach 1983–1986 grał w klubie ligi MISL, Seattle Storm (106 meczów, 11 goli), gdzie po raz pierwszy zakończył piłkarską karierę. Jednak w 1989 roku wznowił karierę grając w klubie Western Soccer League – Seattle Storm, gdzie w tym samym roku ostatecznie zakończył karierę piłkarską. Łącznie w lidze NASL rozegrał 147 meczów i strzelił 2 gole, a w lidze MISL rozegrał 140 meczów i strzelił 20 goli.

## Kariera reprezentacyjna
Steve Pecher w latach 1977–1979 rozegrał 6 meczów w reprezentacji Stanów Zjednoczonych. Zadebiutował w niej dnia 18 września 1977 roku na Estadio Mateo Flores w Gwatemali w przegranym 3:1 meczu towarzyskim z reprezentacją Gwatemali, a ostatni mecz rozegrał dnia 11 lutego 1979 roku w przegranym 1:4 nieoficjalnym meczu towarzyskim na Candlestick Park z reprezentacją ZSRR.

## Kariera trenerska
Jim McAlister jeszcze w czasie kariery piłkarskiej rozpoczął karierę trenerską. Został w 1986 roku kierownikiem Tacoma Stars. Dnia 23 lutego 1988 roku zastąpił Alana Hintona na stanowisku trenera Tacoma Stars, pod wodzą którego zespół odpadł w pierwszej rundzie play-off MISL 1987/1988 po porażce w pojedynku z San Diego Sockers. Po sezonie odszedł z klubu. W 2000 roku został trenerem drużyny chłopców na Decatur High School. W 2005 roku był trenerem Hibernian Saints. Zasiadał również w sztabie szkoleniowym Washington Premier FC Academy w Tacomie. W styczniu 2010 roku wrócił do miasta, gdzie wyrobił sobie markę jako zawodnik, zostając koordynatorem w młodzieżowym zespole Seattle United, gdzie wraz z Jasonem Farrellem został również dyrektorem technicznym klubu.

## Sukcesy piłkarskie

### Seattle Sounders
- Wicemistrzostwo NASL: 1977

### Indywidualne
- Odkrycie Roku NASL: 1977